# Erko
Erko ist ein international tätiger Comicverlag, der von Ervin Rustemagić von Slowenien aus betrieben wird.
Mit der Agentur Strip Art Features vergibt Ervin Rustemagić Comic-Lizenzen seit den 1970er Jahren. Mit dem Label Erko, welches sein Spitzname darstellt, wurde er Mitte der 1980er Jahre in den Niederlanden selbst verlegerisch tätig. Ab 2000 folgte ein Albenprogramm in Frankreich. Seit 2015 veröffentlicht er in Deutschland.

## Veröffentlichungen auf Deutsch (Auswahl)
- Die Türme von Bos-Maury
- Jeremiah
- Sherlock Holmes
- Die Partisanen
- Duke